# Генчо Скордев (архитект)
 Тази статия е за архитекта.  За математ̀ика вижте Генчо Скордев (математик).  
Генчо Скордев (19.05.1900 (стар стил), Казанлък – 28.08.1986, София) е български архитект и виден деятел на туристическото движение. Съпруг на архитект Елена Варакаджиева-Скордева, баща на Димитър Скордев (математик) и на Михайлина Скордева (архитект).
Завършва архитектура през 1925 г. в Дармщат – Германия и започва дейността си като архитект в своя роден град. Там ръководи строителството на редица обекти като военната фабрика, механотехническото училище, читалище „Искра“. Пак по това време, през периода 1925 – 1928, на младия архитект Генчо Скордев е възложен инвеститорският надзор при строежа на Паметника на свободата на връх Шипка, построен по проект на арх. Атанас Донков и скулптора Александър Андреев. От 1930 г. работи в София. Скоро в дейността му се включва активно и архитект Елена Варакаджиева, с която през 1933 г. създават и семейство. Съвместната им частна архитектурна практика продължава до 1943 г., когато Генчо Скордев бива назначен за началник на архитектурното отделение на Министерството на земеделието и горите. Дотогава двамата вече имат в творческия си актив изграждането на редица обществени сгради като поща в Бургас, общински хали в Пловдив, Стара Загора и Сливен, кланица в Хасково, училища, а също и на немалко жилищни сгради.
От 1930 до 1944 г. Генчо Скордев е член на Централното настоятелство на Българския туристически съюз и отговаря за строителството на хижи. Съвместно с друг архитект-турист – Панайот Калчев, Генчо Скордев проектира и ръководи безвъзмездно строителството на сградата за метеорологичната станция на най-високия връх на Балканите – Мусала (2925 м), както и тези на най-високите върхове на Витоша – Черни връх, и на Стара планина – Ботев (по онова време с името Юмрук чал). Съвместно със съпругата си, също безвъзмездно, Генчо Скордев става автор на проектите и деен участник в реализирането им при изграждането на редица високопланински хижи в България, сред които са например „Белмекен“, „Заврачица“ и „Иван Вазов“ в Рила, „Демяница“ в Пирин, „Мазалат“, „Бузлуджа“, „Марагидик“ и „Рай“ в Стара планина.
След 1943 г. Генчо Скордев работи главно в областта на строителството на селскостопански сгради. През 1947 г. под негово ръководство се изработват устройствени планове за селата (сега градове) Камено и Българово в Бургаски окръг. От 1948 до 1950 г. е ръководител на ателие в проектантска организация, занимаваща се предимно с проектиране на обекти за селското и горското стопанство. От 1950 до 1959 г. е директор на „Земпроект“ – първата в България проектантска организация, специализирана в областта на селскостопанското строителство. Под негово ръководство се формира екип от специалисти, които проектират животновъдни и птицевъдни сгради и комплекси, жилищни, битови и други сгради за нуждите на селското стопанство.
От 1959 г. до пенсионирането си през 1971 г. Генчо Скордев е старши научен сътрудник (от 1967 г. старши научен сътрудник I степен) в Научноизследователския институт по градоустройство и архитектура (институтът първоначално е към БАН, а по-късно преминава към Министерството на строителството и архитектурата). Там ръководи секция „Селскостопански сгради“ и изследва ред проблеми, важни за проектантската практика и управлението на селскостопанското строителство.
Бил е преподавател в Държавния университет във Варна (от 1948 до 1962 г.) и в Агрономическия и Лесотехническия факултет в София. Сред основателите е на Съюза на архитектите в България, където е бил председател на секцията „Селскостопански сгради“. Автор е на редица книги и статии в областта на проектирането и строителството. Награждаван е с държавни отличия.

## Памет
На Генчо Скордев е наречена улица в квартал „Кръстова вада“ в София (Карта).